# Krinkati
Le krinkati (ou krĩkatí) est une langue de la famille des langues jê parlée au Brésil.

## Classification
Le krinkati est un des parlers du sous-groupe timbira. Il est parlé par les Amérindiens du groupe krinkati. La langue est parlée dans les États brésiliens de Maranhão de Pará et de Tocantins.  
Les diffèrent groupes Timbira considèrent qu'au delà des différences linguistiques ils parlent une seule et même langue, le timbira qui fonde leur identité collective. 